# Arturo Casado
Arturo Casado Alda (Madrid; 26 de enero de 1983) es un exatleta español especializado en los 1500 m lisos. En su palmarés, destacan sus 4 Campeonatos de España (2 de indoor y 2 al aire libre) y 2 Campeonatos de Europa, el primero en la categoría Sub-23 (en 2005), y el segundo en categoría absoluta en el Campeonato de Europa de Atletismo de 2010 celebrado en Barcelona. 
Participó en los Juegos Olímpicos de Pekín 2008 y se perdió los de Londres 2012 por lesión. Las continuas lesiones que sufrió durante su carrera le obligaron a retirarse a finales de 2017 con 34 años.

## Primeros años
Nace en 1983 en Madrid y crece en el barrio de Santa Eugenia (Villa de Vallecas). Fue su padre Laureano, especialista en deportes aéreos de riesgo y colaborador de Al filo de lo imposible, quien lo inició en el atletismo y le inculcó los valores que lo marcarían durante toda su carrera.
Dio sus primeros pasos en el atletismo formal en el colegio Ciudad de Valencia de Santa Eugenia. Tras esta primera etapa escolar pasó a formar parte de la Asociación Atlética Moratalaz (entonces conocida como Club Larios por el patrocinio de las bodegas homónimas).

## Atleta de élite

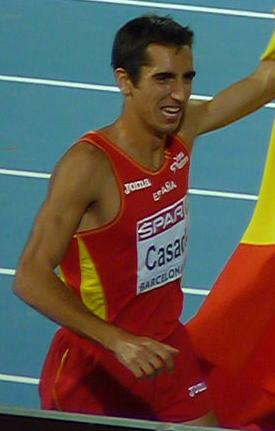
Arturo Casado

El año 2005 supuso un punto de inflexión en la carrera de Casado, proclamándose Campeón de España absoluto de 1500 m lisos y participando en el Campeonato del Mundo de Helsinki, obteniendo una quinta plaza. A partir de aquí su presencia en competiciones internacionales es constante, obteniendo su primera medalla en un Campeonato de Europa en Birmingham, en 2007, en un histórico pódium formado por tres españoles. A los 25 años se proclamó, por primera vez, Campeón de España de 1500 m lisos en pista cubierta, en el campeonato celebrado en Valencia.
En julio de 2008 se proclamó Campeón de España de 1500 m por segunda vez en su carrera, imponiéndose en la recta final de la prueba a Reyes Estévez y Juan Carlos Higuero.
En julio de 2010 se proclamó Campeón de Europa en Barcelona tras una carrera que dominó con facilidad y en la que su compañero de Selección Manuel Olmedo finalizó en tercera posición.

## Retirada y otros proyectos
En palabras del propio Casado, «después del Europeo de Barcelona 2010, ya no volvió a ser el mismo y por culpa de la edad no fue». A partir de entonces, sus numerosas lesiones hicieron que nunca recuperase el nivel de los años anteriores, con la excepción del Campeonato de Europa de 2013, en que fue 5.°. Finalmente, acabó retirándose del atletismo de élite con un sabor agridulce.
En la actualidad reside en Tarancón (Cuenca), ha sido padre de un hijo y se mantiene vinculado al atletismo.

## Palmarés
| Año  | Competición                 | Ciudad     | Clasificación | Disciplina |
| ---- | --------------------------- | ---------- | ------------- | ---------- |
| 2002 | Campeonato del Mundo Júnior | Kingston   | 6º            | 1500 m     |
| 2005 | Campeonato de Europa Indoor | Madrid     | 4º            | 1500 m     |
| 2005 | Campeonato de España        | Málaga     | 1º            | 1500 m     |
| 2005 | Campeonato de Europa Sub-23 | Erfurt     | 1º            | 1500 m     |
| 2005 | Campeonato del Mundo        | Helsinki   | 5º            | 1500 m     |
| 2005 | Juegos del Mediterráneo     | Almería    | 1º            | 1500 m     |
| 2005 | San Silvestre Vallecana     | Madrid     | 8º            | 10 km      |
| 2006 | Campeonato de Europa        | Goteborg   | 4º            | 1500 m     |
| 2006 | Campeonato del Mundo Indoor | Moscú      | 20º           | 1500 m     |
| 2006 | San Silvestre Vallecana     | Madrid     | 12º           | 10 km      |
| 2007 | Campeonato de Europa Indoor | Birmingham | 3º            | 1500 m     |
| 2007 | Campeonato del Mundo        | Osaka      | 7º            | 1500 m     |
| 2007 | San Silvestre Vallecana     | Madrid     | 12º           | 10 km      |
| 2008 | Campeonato del Mundo Indoor | Valencia   | 4º            | 1500 m     |
| 2008 | Campeonato de España Indoor | Valencia   | 1º            | 1500 m     |
| 2008 | Campeonato de España        | Tenerife   | 1º            | 1500 m     |
| 2008 | Juegos Olímpicos            | Beijing    | 22º           | 1500 m     |
| 2009 | Campeonato de España Indoor | Sevilla    | 1º            | 1500 m     |
| 2009 | Campeonato de Europa Indoor | Turín      | 5º            | 1500 m     |
| 2009 | Campeonato de España        | Barcelona  | 3º            | 1500 m     |
| 2010 | Campeonato de España        | Avilés     | 2º            | 1500 m     |
| 2010 | Campeonato de Europa        | Barcelona  | 1º            | 1500 m     |
| 2010 | Copa Continental            | Split      | 4º            | 1500 m     |
| 2012 | Campeonato de España        | Pamplona   | 8º            | 1500 m     |
| 2013 | Campeonato de Europa Indoor | Goteborg   | 5º            | 1500 m     |
| 2013 | Campeonato de España        | Madrid     | 2º            | 1500 m     |
| 2013 | Campeonato de España Indoor | Sabadell   | 4º            | 1500 m     |
| 2014 | Campeonato de España Indoor | Sabadell   | 4º            | 3000 m     |

## Marcas personales
- 800 metros lisos - 1:44.74 min (Rieti 29/08/2010)
- 1500 metros lisos - 3:32.70 min (Berlín 22/08/2010)